# サバン・フィルムズ
サバン・フィルムズ（英語: Saban Films）は、映画の配給権を買い取り、その映画の配給を手掛ける映画配給会社。
サバン・キャピタル・グループの子会社で、製作会社のライオンズゲートとは、提携関係にあり、共同で配給することもある。

## 沿革
2014年5月6日、Saban Capitalは、北米市場向けに年間8～10本の長編映画を買い取り、配給する会社としてSaban Films（SF）を立ち上げたことを発表した。

## 配給映画作品
- ミッション・ワイルド The Homesman (2014)
- クライム・スピード American Heist (2014)
- THE FORGER 天才贋作画家 最後のミッション The Forger (2014)
- スタンドオフ Standoff (2015)
- アンリミテッド Tracers (2015)
- 心霊ドクターと消された記憶 Backtrack (2015)
- Man Up (2015)
- リベンジ・リスト I Am Wrath (2016)
- パシフィック・ウォー USS Indianapolis: Men of Courage (2016)
- セル Cell (2016)
- レディ・ガイ The Assignment (2016)
- パワーレンジャー Power Rangers (2017) - 制作・配給 ※SCGフィルム表記
- ザ・ボディガード The Hunter's Prayer (2017)
- ブラッド・スローン Shot Caller (2017)
- シールド・フォース/監獄要塞 Armed Response (2017)